# Шаннель, Брюс
Брюс Шанне́ль (англ. Bruce Channel, настоящее имя Bruce McMeans; род. 28 ноября 1940) — американский певец, известный исполнением песни «Hey! Baby» (1962).
Является примером «артиста одного хита». В марте 1962 года песня «Hey! Baby» в его исполнении попала на 1-е место американского чарта журнала «Билборд» и продержалась на вершине три недели. В дальнейшем повторить успех певцу не удалось, несмотря на предпринимаемые попытки, — его песни больше не попадали даже в Топ-40. Хотя в Британии много позже Шаннель ещё попал в Топ-20 — спустя 6 лет, в июне 1968 года, его песня «Keep On» достигла 12 позиции.
Введён в Зал славы рокабилли.

## Дискография
- См. «Bruce Channel § Discography» в английском разделе.